# Braine-le-Château
Braine-le-Château (en való Brinne-Tchestea, neerlandès Kasteelbrakel) és un municipi belga del Brabant Való a la regió valona. L'1 de gener del 2024 tenia 10.644 habitants. El 1977 li fou agregada la vila de Wauthier-Braine.